# إليس ماكلوكين
إليس ماكلوكين (بالإنجليزية: Ellis McLoughlin)‏ (8 يوليو 1990 في الولايات المتحدة - ) هو لاعب كرة قدم أمريكي في مركز الهجوم. شارك مع منتخب الولايات المتحدة تحت 17 سنة لكرة القدم. أما مع النوادي، فقد لعب مع سان خوسيه إيرثكويكس وHertha BSC II ‏.

## وصلات خارجية
- إليس ماكلوكين على موقع الدوري الأمريكي (الإنجليزية)
- إليس ماكلوكين على موقع قاعدة بيانات كرة القدم.إي يو (الإنجليزية)